# Pedro dos Santos Victoria
Pedro dos Santos Victoria foi um ferroviário e político português.

## Biografia
Entrou para o Serviço de Tráfego da Companhia dos Caminhos de Ferro Portugueses em 1 de Novembro de 1888, tendo passado pelas categorias de empregado de escritório, empregado principal, agente comercial, inspector, inspector-secretário e secretário de exploração.
Em 1897 publicou, em colaboração com Vasco de Souza e Vasconcellos, o Guia Tarifário, uma publicação inovadora para aquele tempo, que compilou as tarifas de mercadorias então praticadas.
Nos finais de 1912, chefiava interinamente o Serviço de Tráfego, em acumulação com o posto de inspector-secretário, quando foi convidado pelo engenheiro Santos Viegas para se tornar chefe efectivo daquele departamento, convite que Pedro dos Santos Victoria recusou por motivos de saúde. Destacou-se por ter iniciado o sistema de transporte ao domicílio em Portugal, para os serviços de camionagem em Lisboa, tendo sido durante cerca de oito anos um accionista e administrador da Empreza Geral de Transportes, que era concessionária deste serviço.
Foi apoiante do movimento associativista, tendo trabalhado em diversas colectividades, como a Assembleia Geral da Associação dos Empregados dos Caminhos de Ferro Portugueses, onde exerceu como presidente durante a primeira greve do pessoal daquela operadora, em 1911. Também ocupou a posição de presidente da direcção na Associação dos Empregados Comerciaes e Industriaes, onde elaborou um projecto de lei para a implementação do descanso semanal, que foi elogiado por José Luciano de Castro e Hintze Ribeiro, e que foi a base para a primeira lei promulgada sobre esta questão.
Exerceu igualmente como vereador na Câmara municipal de Oeiras, e como vice-presidente e presidente do Senado municipal neste concelho. Também fundou uma escola no bairro da Estação de Barcarena.
Faleceu em 1934, com 68 anos de idade.